# 月刊タウン情報かがわ
『月刊タウン情報かがわ』（げっかんタウンじょうほうかがわ）は、かつて存在した香川県を対象地域とする月刊のタウン情報誌。略称はTJ かがわ、またはTJ Kagawa。出版元は、創刊時はホットカプセルで2005年にあわわに移り、2011年から休刊までは両社の親会社に当たるセーラー広告だった。

## 概要
1982年に、セーラー広告が設立した子会社であるホットカプセルにより創刊。当初から編集長を務めた田尾和俊が誌面で様々な企画をおこなう。特にゲリラうどん通ごっこ軍団（麺通団）による讃岐うどんめぐりは、新たな讃岐うどんブームを起こしたと評された。連載は『恐るべきさぬきうどん』として単行本化された。
田尾は「どうすれば若い子が動くのかを常に考えていた」と述べている。また自著『超麺通団2 ゲリラうどん通ごっこ軍団始まりの書』では、編集者・投稿者に読者を加えた「3wayコミュニケーション」を意識したと記している。
田尾は2002年にホットカプセルを退社。2005年にセーラー広告は本誌の発行に関する事業を、同じく子会社で徳島市でタウン情報誌を発行しているあわわに譲渡した。しかし、2011年4月には事業をセーラー広告本体が譲受した。2012年3月を最後に紙媒体の発行を終了、以後はWeb媒体で発行が続けられたが、2015年4月号を最後にこちらも休刊し、33年の歴史に幕を下ろした。編集発行していた『さぬきうどん全店制覇攻略本』は以降も毎年刊行されている。

## 発行形式（紙媒体）
- 発売日 - 毎月18日(2004年4月号以前は毎月25日)
- 価格 - 100円(税込)(リニューアル前は390円、創刊時は150円)

## 年表
- 1982年（昭和57年5月号）創刊(発行日1982年4月25日)株式会社ホットカプセル発行。
- 2005年 (平成17年7月号) - 通巻279号　株式会社あわわ発行となる
- 2007年（平成19年4月号）- 通巻300号を突破
- 2011年 4月 - 発行に関する事業があわわから親会社のセーラー広告に譲渡される[1]。
- 2012年（平成23年3月号）- 通巻360号をもって休刊し、以後Webサイトへ移行する[1][4]
- 2015年 - 4月号をもってWeb版を休刊。

## 誌面

### ゲリラうどん通ごっこ
フルタイトルには「さぬきうどんの道探訪記」が前に付く。田尾和俊を団長とする「ゲリラうどん通ごっこ軍団」(通称「麺通団」)が讃岐うどんとその周辺を探訪するコラム

### 牛プロダクション
田尾和俊が結成した素人のグループ。天野JACK以外は芸能界で活動している。通称:「牛プロ」
- メンバー
  - 天野JACK
  - 太田浩介
  - 想呂家はなぢ（南原清隆）
  - 想呂家ねっく（小西マサテル）

### 投稿コーナー
- 創刊号～2003年4月号:笑いの文化人講座
- 2006年～2007年5月号:投稿 東四国バッカス（雑誌『あわわ』との合同企画）
- 2007年10月:投稿 ラブゎらッ

## ライター
- 中村博文 (イラストレーター) - 1988年頃まで、コラム「うだうだコネクション」、カットイラスト、読者コーナーを担当
- 岡谷敏明 - イラストレーター。2000年頃から「笑いの文化人講座」のイラストを担当。